# تری‌اتیل‌بوران
تری‌اتیل‌بوران (به انگلیسی: Triethylborane) با فرمول شیمیایی C۶H۱۵B یک ترکیب شیمیایی با شناسه پاب‌کم ۷۳۵۷ است. که جرم مولی آن 98.00 g/mol می‌باشد. شکل ظاهری این ترکیب، مایع بی‌رنگ و زرد کمرنگ است.